# Дикопольская, Вера Александровна
Вера Александровна Дикопо́льская (1919 — ?) — советская оперная певица (сопрано).

## Биография
Родилась 17 ноября 1919 года в Ташкенте (ныне Узбекистан). По окончании вокального отделения Ташкентского музыкального училища (1940) солистка Новосибирского ГАТОБ. В 1961—1973 годах солистка Челябинского ГАТОБ имени М. И. Глинки. С 1973 жила в Подмосковье.

## Оперные партии
- «Руслан и Людмила» М. И. Глинки — Горислава
- «Князь Игорь» А. П. Бородина — Ярославна
- «Аида» Дж. Верди — Аида
- «Трубадур» Дж. Верди — Леонора
- «Тоска» Дж. Пуччини — Тоска
- «Евгений Онегин» П. И. Чайковского — Татьяна
- «Мазепа» П. И. Чайковского — Мария

## Награды и премии
- заслуженная артистка РСФСР (1959)
- Сталинская премия третьей степени (1951) — за исполнение партии в оперном спектакле «От всего сердца» Г. Л. Жуковского, поставленного на сцене Саратовского АТОБ имени Н. Г. Чернышевского